# كو يونغ-جو
كو يونغ-جو (17 يوليو 1955 – 1 يناير 2001) هو ملاكم كوري شمالي راحل، مثّل بلاده في الألعاب الأولمبية الصيفية 1976.

## روابط خارجية
كو يونغ-جو على موقع اللجنة الأولمبية الدولية (الإنجليزية)
- كو يونغ-جو على موقع أوليمبيديا (الإنجليزية)